# Tinharé
Tinharé és una illa de l'Estat de Bahia.
És un dels punts més visitats del Nord-est. El Morro de São Paulo és un poblat de Tinharé s'hi accedeix per catamarà o vaixell per la sortida del riu que passa pel municipi de Valença.